# Brøsjø Station
Brøsjø Station (Brøsjø stoppested) var en jernbanestation på Sørlandsbanen, der lå i Drangedal kommune i Norge.
Stationen blev åbnet som holdeplads 10. november 1935, da banen blev forlænget fra Neslandsvatn til Nelaug. Den blev nedgraderet til trinbræt 1. juni 1958. Betjeningen med persontog ophørte 29. maj 1988, og 1. januar 1989 blev stationen nedlagt.
Stationsbygningen blev opført efter tegninger af Gudmund Hoel og er af samme type som på Oggevatn Station. Bygningen er solgt fra til private.